# 阿里郎3号
阿里郎3号（韓語：아리랑 3호）是韩国的一颗多用途实用卫星，于2012年5月18日在日本种子岛宇宙中心发射成功。韩国教育科学技术部和韩国航空宇宙研究院稍后表示，阿里郎3号进入了预定轨道，并运转稳定，发射成功。